# دی‌شل
دی‌شل(به انگلیسی: Dshell) یک چارچوب تجزیه و تحلیل پزشکی قانونی مبتنی بر پایتون است که توسط آزمایشگاه تحقیقات ارتش ایالات متحده، MD ساخته شده‌است. این ابزار امکان توسعه ماژول‌های تحلیل سفارشی را در اختیار کاربران قرار می‌دهد که به آنها کمک می‌کند تا وقایع نفوذ سایبری را درک کنند. این فریم ورک مانیتور مجدد جریان هر دو ترافیک شبکه IPv4 و IPv6 است و همچنین شامل موقعیت جغرافیایی و نقشه‌برداری IP-AS-ASN برای هر اتصال است. علاوه بر این، افزونه‌های چارچوب برای کمک به درک ترافیک شبکه زا طراحی و نتایج را به صورت مختصر و مفید به کاربر ارائه می‌دهند. از آنجا که دی شل به‌طور کامل در پایتون نوشته شده‌است، می‌توان با تغییر دادن رمزگذار موجود، برای تغییر اطلاعات مختلف از پروتکل‌های موجود، پایه کد را برای مشکلات خاص شخصی‌سازی کرد.
آزمایشگاه تحقیقاتی ارتش ایالات متحده (ARL) نسخه ای از وب سایت برنامه‌نویسی اجتماعی دی شل در گیت‌ها را در تاریخ ۱۷ دسامبر ۲۰۱۴ منتشر کرد، با بیش از ۱۰۰ بارگیری و ۲۰۰۰ بازدیدکننده منحصر به فرد در ۱۸ کشور. قبل از انتشار عمومی، دی شل دارای جامعه انتخابی کوچک از کاربران در چندین سازمان دولتی بود. کاربران می‌توانند از ابزار ابزار برای یافتن اطلاعات دقیق مورد نیاز از داده‌های شبکه از جمله جستجوی نام، اسناد مجدد وب سایت یا ترافیک رمزگذاری شده بدافزار استفاده کنند. ARL تصمیم گرفت دی شل را به گیت هاب آزاد کند زیرا به اشتراک گذاری آن با جهان، تیم‌های امنیتی بیشتری ایجاد کردند و یک ابزار تخصصی دیگر برای امنیت شبکه‌های خود به‌دست آوردند. علاوه بر این، افزایش امنیت اینترنت به‌طور کلی با افزایش تعداد کاربرهای ماهر که به دنبال اشکالات و پیشرفت‌های احتمالی در طول کد هستند را به همراه داشت.